# آریاس

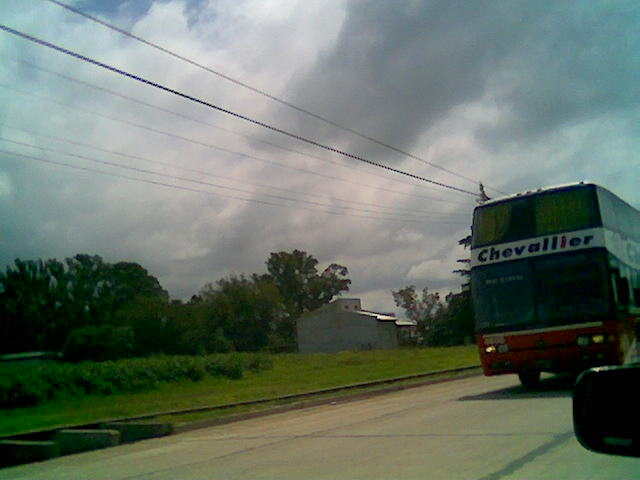
نمایی از «آریاس» یک منطقهٔ مسکونی در آرژانتین

آریاس (به اسپانیایی: Arias) یک منطقهٔ مسکونی در آرژانتین است که در بخش مارکوس خوارز واقع شده‌است. آریاس ۷٬۰۷۵ نفر جمعیت دارد.